# دقيق الجدجد
دقيق الجدجد (أو مسحوق الكريكيت) هو مسحوق غني بالبروتين مصنوع من الصراصير، باستخدام عمليات مختلفة. يختلف دقيق الكريكيت عن الدقيق الحقيقي المصنوع من الحبوب لأنه يتكون أساسًا من البروتين بدلاً من النشويات والألياف الغذائية.

## معلومات غذائية
يحتوي دقيق الكريكيت على عناصر غذائية مثل الأحماض الأمينية الأساسية التسعة والكالسيوم والحديد والبوتاسيوم وفيتامين ب 12 و ب 2 والأحماض الدهنية.

## سلامة الغذاء وتجهيزه
عندما تزرع الحشرات للاستهلاك البشري في الدول الغربية، فإنها تخضع لنفس متطلبات السلامة مثل أي طعام آخر.
اعتمادًا على الشعبية في موقع معين، قد تتم المعالجة تجاريًا أو محليًا. يبدأ الإجراء بإزالة بطن الحشرة وإن كانت هذه الخطوة اختيارية. ثم يتم إرسالها ليتم حفظها أو تجفيفها بالتجميد، ويتم ذلك باستخدام الخيش أو البولي بروبلين. يتم نقلها للتخزين بمجرد حفظها / تجفيفها بالكامل. يمكن تجميد الحشرات أو طحنها إلى مساحيق.
يتم إنتاج دقيق الكريكيت من الصراصير المجففة بالتجميد. يتم بعد ذلك طهي الصراصير لتسهيل المعالجة. يتم طحنها إلى قطع دقيقة للغاية بعد طهيها. ينتج عن التجميد والخبز والتجفيف مسحوق دقيق بني غامق.

## التكلفة
يمكن أن تختلف الأسعار اعتمادًا على الموقع، لكن متوسط تكلفة دقيق الكريكيت الجاهز يبلغ حوالي 40 دولارًا للرطل (4200 إلى 4800 صرصور). السعر مرتفع بسبب محدودية التسويق والمعالجات. يُباع دقيق الكريكيت في مناطق محدودة، ولكن بشكل أساسي عبر الإنترنت ومتاجر البيع بالجملة.
يبلغ متوسط أسعار الصراصير المجمدة حوالي 9 دولارات للرطل. يمكن استخدامها لصنع دقيق الصراصير في المنزل.

## المنتجات الغذائية من دقيق الجدجد
تستخدم صراصير الليل المجففة والمطحونة في المنتجات الغذائية المصنعة، مثل:
- معكرونة
- خبز
- البسكويت
- وجبات خفيفة (رقائق ناتشوز)
- العصائر

يمكن استخدام دقيق الصراصير كبديل كامل للدقيق. يوصف الطعم بأنه جوزي النكهة للغاية، وقد تختلف الأطعمة التي يتم تحضيرها عادة بدقيق القمح.

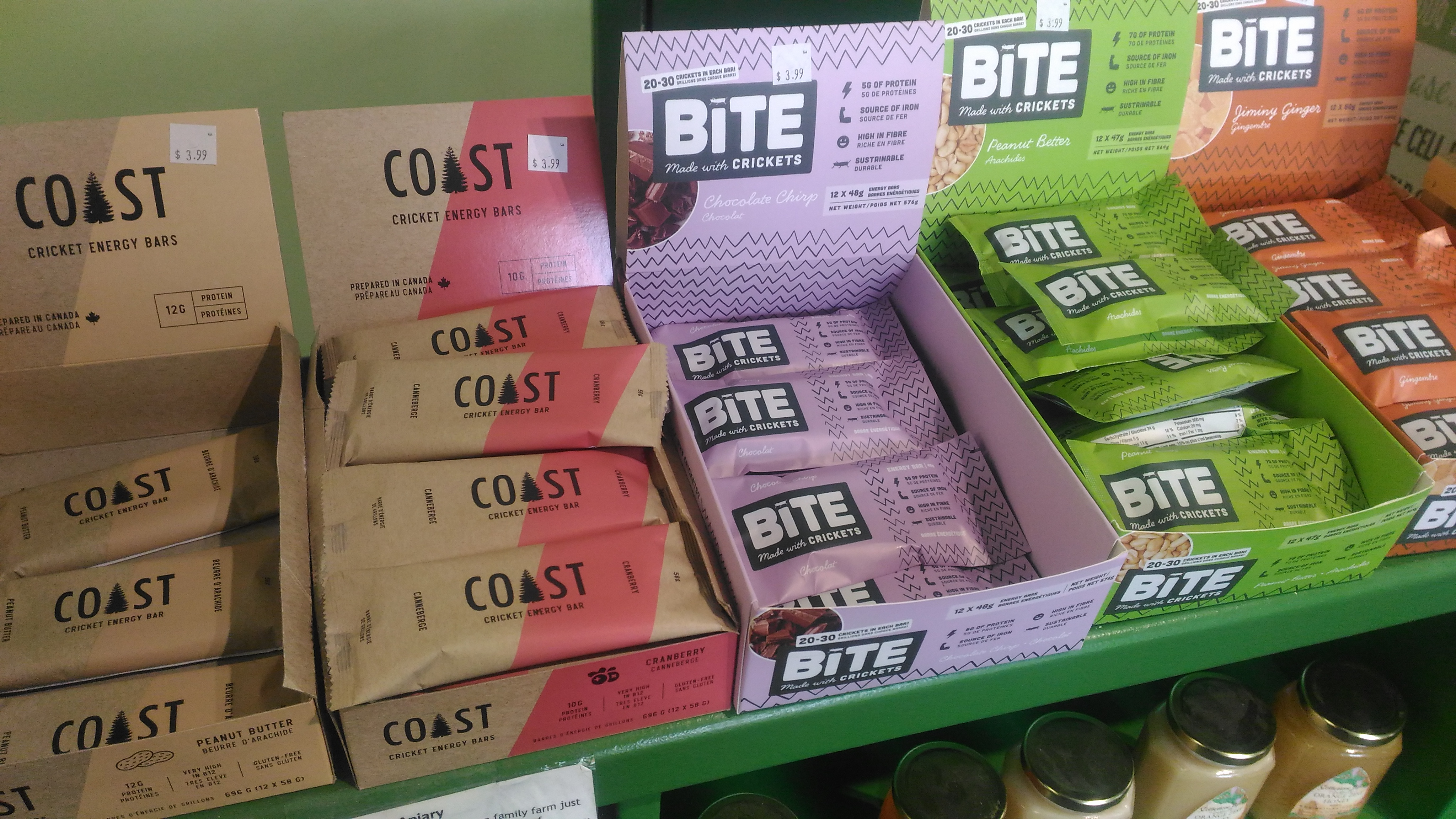
ألواح طاقة مصنوعة من صراصير الليل المصنعة كمكون

## الحساسية
قد يحتاج الأشخاص المصابون بحساسية المحار إلى توخي الحذر عند تناول دقيق الصراصير. أيضا، هناك خطر من ملامسة مسببات الأمراض التي تستهلك الحشرات النيئة.